# Las Sanguijuelas
Las Sanguijuelas är en ort i Mexiko.   Den ligger i kommunen Puruándiro och delstaten Michoacán de Ocampo, i den centrala delen av landet, 260 km väster om huvudstaden Mexico City. Las Sanguijuelas ligger 2 020 meter över havet och antalet invånare är 773.
Terrängen runt Las Sanguijuelas är kuperad söderut, men norrut är den platt. Runt Las Sanguijuelas är det ganska tätbefolkat, med 108 invånare per kvadratkilometer. Närmaste större samhälle är Huanimaro, 13,9 km nordväst om Las Sanguijuelas. I omgivningarna runt Las Sanguijuelas växer huvudsakligen savannskog.